# Cociella punctata
Cociella punctata är en fiskart som först beskrevs av Cuvier 1829.  Cociella punctata ingår i släktet Cociella och familjen Platycephalidae. IUCN kategoriserar arten globalt som livskraftig. Inga underarter finns listade i Catalogue of Life.